# Grosses Wiesbachhorn
Le Grosses Wiesbachhorn (ou Großes Wiesbachhorn) est un sommet des Alpes, à 3 564 m d'altitude, dans les Hohe Tauern, et plus particulièrement dans le chaînon de Glockner, en Autriche (land de Salzbourg).